# Cziczkajuł
Cziczkajuł (ros.  Чичкаюл ) – rzeka w Rosji, w zachodniej części Syberii, w Obwodzie tomskim, prawy dopływ rzeki Czułym (dorzecze Obu). Długość rzeki wynosi 450 km, powierzchnia dorzecza 6 150 km².

## Przebieg rzeki
Źródła rzeki zlokalizowane są na Równinie Czułymskiej w Obwodzie tomskim, na wysokości 180 m n.p.m. Rzeka zasilana jest głównie wodami z topniejących śniegów. Na przeważającej długości płynie w kierunku zachodnim. Ujście do rzeki Czułym jako prawy dopływ, na wysokości 80 m n.p.m.
Rzeka zamarza w okresie do końca października do końca kwietnia. W okresie wiosennym, w dolnym biegu jest żeglowna.